# Phalonidia horrens
Phalonidia horrens es una especie de polilla del género Phalonidia, categorizada en la tribu Cochylini, de la subfamilia Tortricinae.
Fue descrita por Razowski & Becker en 1983 y publicada en Acta zool. cracov. 26: 428. Se distribuye por América del Sur: Brasil, en el estado de Santa Catarina.